# Heather
Heather  è un nome proprio di persona inglese femminile.

## Origine e diffusione

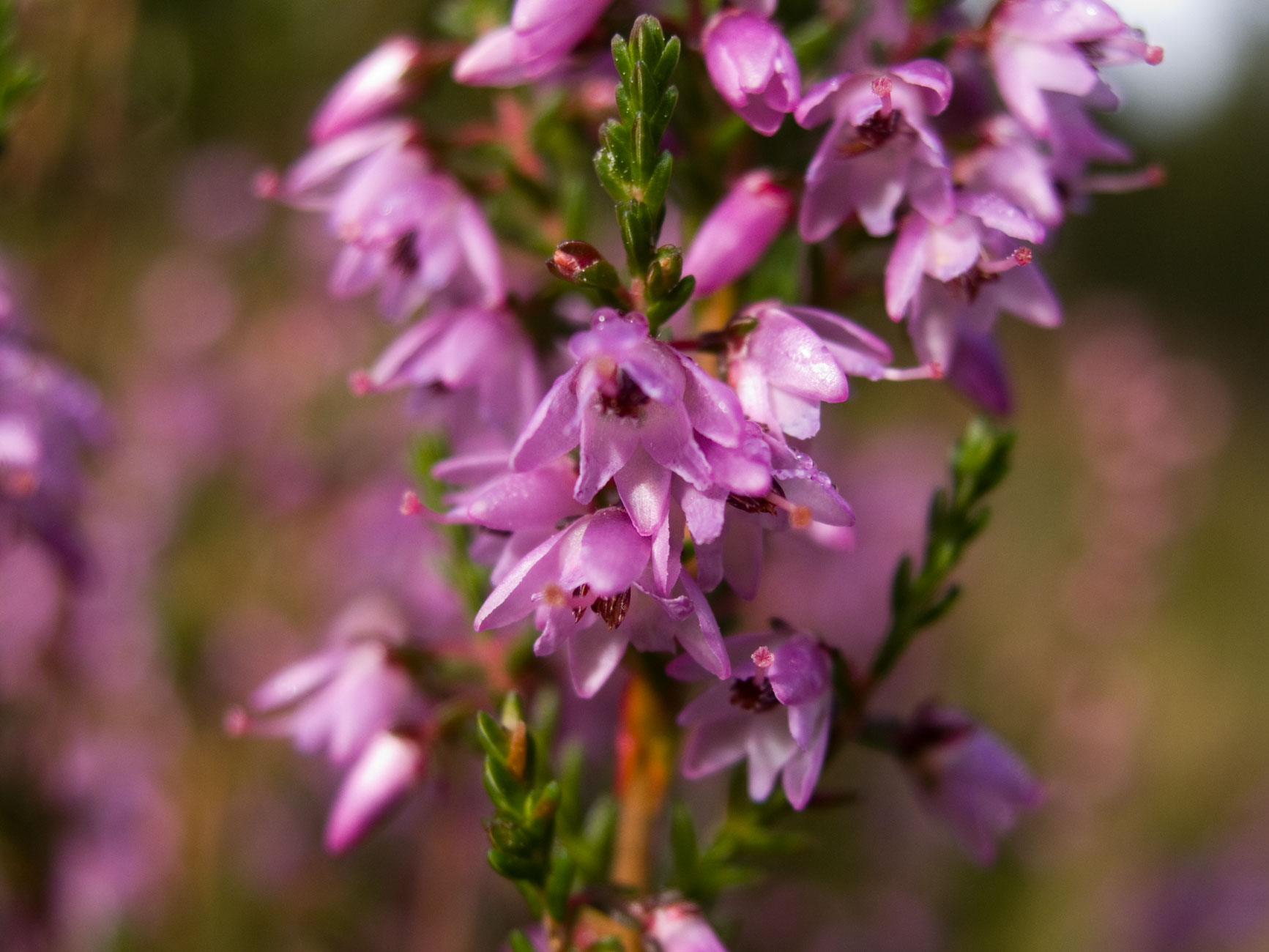
Dei fiori di brugo (Calluna vulgaris) nella Svezia meridionale

Deriva dalla parola omonima inglese che indica il brugo (Calluna vulgaris), una pianta tipica di zone rocciose. Heather è mutuato dal medio inglese hathir o hather, a sua volta derivato dall'inglese antico hæddre (sempre con lo stesso significato), ed ha raggiunto la forma attuale forse alterato dalla parola heath, "landa", "brughiera"; dalla stessa radice etimologica deriva il nome Heath.
Fu utilizzato come nome per la prima volta verso la fine del XIX secolo, anche se non divenne popolare fino alla seconda metà del XX secolo.

## Onomastico
Può essere festeggiato il 1º novembre, festa di Ognissanti, non essendovi sante con questo nome che è quindi adespota.

## Persone

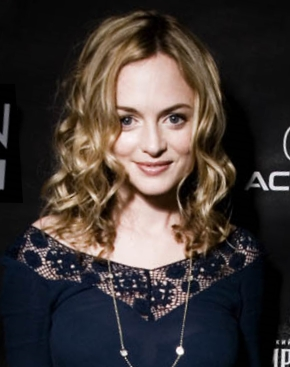
Heather Graham

- Heather Graham, attrice statunitense
- Heather Langenkamp, attrice statunitense
- Heather Locklear, attrice statunitense
- Heather Mills, modella e attivista britannica
- Heather Morris, attrice, ballerina e cantante statunitense
- Heather Nova, poetessa e cantautrice inglese
- Heather O'Rourke, attrice statunitense
- Heather Parisi, ballerina, cantante, attrice e showgirl statunitense
- Heather Small, cantante britannica
- Heather Tom, attrice statunitense

## Il nome nelle arti
- Heather 'Topolo' Brooks é un personaggio di Grey's Anatomy, specializzanda durante la nona stagione.
- Heather è un personaggio della serie animata A tutto reality.
- Heather Jessica Cameron, più nota come Lifeguard, è un personaggio dei fumetti Marvel Comics.
- Heather Duke è un personaggio del film del 1989 Schegge di follia, diretto da Michael Lehmann.
- Heather Hudson è uno dei personaggi dei fumetti Marvel Comics ad aver assunto l'identità di Guardian.
- Heather MacLeod è un personaggio della serie di film Highlander.
- Heather Mason è un personaggio del videogioco Silent Hill 3.
- Dear Heather è un album di Leonard Cohen.
- Lo scrigno di Lady Heather è il titolo di un episodio della serie televisiva CSI: Scena del crimine.